# Xã Sheridan, Quận Codington, Nam Dakota
Xã Sheridan (tiếng Anh: Sheridan Township) là một xã thuộc quận Codington, tiểu bang Nam Dakota, Hoa Kỳ. Năm 2010, dân số của xã này là 433 người.